# Talvik
Talvik (kvänska: Talmulahti, nordsamiska: Dálbmeluokta) är en tätort i Alta kommun i Finnmark fylke i norra Norge, vid Europaväg 6, på västsidan av Altafjorden. Orten var en viktig handelsplats på 1800-talet, och var fram till 1964 säte för dåvarande Talviks kommun.

Karta över dåvarande Talviks kommun.